# Dustin Pedroia
Dustin Luis Pedroia (Woodland, 17 agosto 1983) è un ex giocatore di baseball statunitense.

## Carriera
Pedroia fu selezionato come 65ª scelta assoluta, nel secondo turno del draft 2004 dai Boston Red Sox, ricevendo un bonus di iscrizione di 575,000 dollari.
Debuttò nella MLB il 22 agosto 2006, all'Angel Stadium di Anaheim contro i Los Angeles Angels of Anaheim. Nella stagione 2007 divenne il seconda base stabile della squadra rimpiazzando il Mark Loretta, passato agli Houston Astros. Nella stessa stagione vinse il premio di rookie dell'anno dell'American League e il suo primo campionato in carriera con i Boston Red Sox, vincitori della World Series 2007.
Nella stagione 2008 Pedroia giocò un'annata di alto livello venendo premiato come MVP dell'American League, oltre al Guanto d'oro e Silver Slugger Award. Fu il primo seconda base nella storia della franchigia a vincere l'ultimo premio. Terminata la stagione regolare divenne il terzo giocatore nella storia di MLB a essere nominato rookie dell'anno ed MVP in stagioni consecutive dopo Cal Ripken Jr. e Ryan Howard. Inoltre fu convocato per la prima volta per all'All-Star Game. Il 3 dicembre 2008 Pedroia firmò un contratto dalla durata di sei anni e per un valore di 40,5 milioni di dollari, con un'opzione aggiuntiva per il 2015 di 11 milioni di dollari.
Nel 2009 Pedroia fu selezionato come titolare per il suo secondo All-Star Game. Tuttavia, dovette rinunciare all'evento per rimanere con la moglie incinta, a causa di complicazioni della gravidanza.
Il 25 giugno 2010, Pedroia subì la frattura di un osso del piede. Per il terzo anno consecutivo fu convocato per l'All-Star Game, non partecipandovi tuttavia a causa di tale infortunio e venendo sostituito dall'ex compagno di squadra alla Arizona State University Ian Kinsler. Tornò a giocare il 17 agosto contro i Los Angeles Angels, solo per essere inserito nuovamente nella lista degli infortunati dopo sole 2 partite giocate. Pedroia concluse la stagione 2010 avendo giocato 75 partite.
Il 23 luglio 2013, Pedroia accettò l'offerta dei Red Sox di estensione del contratto di 8 anni per un valore di 110 milioni di dollari. Ristabilitosi dalla frattura del dito anulare della mano sinistra avvenuta l'anno precedente giocò più di 150 partite durante la stagione regolare 2013, per un totale di 160 partite inclusi i playoff. I Red Sox vinsero la loro division, e continuarono a vincere conquistando infine la World Series, le seconde in carriera per Pedroia.
Nel novembre del 2013, Pedroia subì un intervento chirurgico per riparare un legamento strappato, un infortunio che subì durante una scivolata sulla prima base nel giorno di apertura.
Durante la stagione 2017 Pedroia ebbe problemi al ginocchio sinistro che lo costrinsero il 25 ottobre di quell'anno ad'operarsi. Iniziò la stagione 2018 nella lista degli infortunati. Il 26 maggio tornò in campo per la serie di partite contro i Braves, ma dopo tre partite fu nuovamente inserito tra gli infortunati per l'infiammazione del ginocchio sinistro. Il 7 settembre i Red Sox annunciarono che Pedroia non sarebbe stato in grado di prendere parte a ulteriori partite nel corso della stagione 2018, terminandola difatti.
Saltò la stagione 2020 a causa del ginocchio sinistro infortunato. Il 1º febbraio 2021, Pedroia annunciò il suo ritiro dal baseball agonistico.

## Nazionale
Con la Nazionale di baseball degli Stati Uniti d'America ha disputato i Giochi panamericani 2003 e il World Baseball Classic 2009.

## Palmarès

### Club
- World Series: 3

Boston Red Sox: 2007, 2013, 2018

### Individuale
- MVP dell'American League: 1

2008
- MLB All-Star: 4

2008, 2009, 2010, 2013
- Silver Slugger Award: 1

2008
- Guanti d'oro: 4

2008, 2011, 2013, 2014
- Leader dell'American League in valide: 1

2008
- Giocatore del mese della AL: 1

luglio 2011
- Rookie del mese della AL: 1

maggio 2007
- Giocatore della settimana della AL: 1

3-9 giugno 2007

### Nazionale
- Giochi panamericani:  Medaglia d'Argento

Team USA: 2003